# لويس فراي ريتشاردسون
لويس فراي ريتشاردسون (بالإنجليزية: Lewis Fry Richardson)‏، عضو في زمالة الجمعية الملكية (11 أكتوبر 1881 - 30 سبتمبر 1953) هو عالم رياضيات إنجليزي، وفيزيائي، وعالم أرصاد جوية، ونفساني، وسلمي، ومن أبرز رواد التقنيات الرياضية الحديثة للتنبؤ بالطقس، وتطبيق تقنيات مماثلة لدراسة أسباب الحروب وكيفية منعها. اشتهر أيضًا بعمله الرائد في مجال الهندسة الكسيرية وطريقة لحل نظام المعادلات الخطية المعروف باسم التكرار المعدل لريتشاردسون.

## نشأته
لويس فراي ريتشاردسون هو الأصغر بين سبعة أطفال لكاثرين فراي (1838-1919) وديفيد ريتشاردسون (1835-1913). كانت العائلة المنتمية لجمعية الأصدقاء الدينية (الصاحبيون) تنعم بالرخاء، إذ تولى ديفيد ريتشاردسون إدارة عمل مختص بصناعة الجلود ودباغتها بنجاح.
في سن الثانية عشرة، أُرسل إلى مدرسة داخلية صاحبية، مدرسة بوثام، في نيويورك، حيث تلقى تعليمًا في العلوم، مما أثار اهتمامًا نشطًا بالتاريخ الطبيعي. في عام 1898، ذهب إلى كلية درم للعلوم (كلية في جامعة درم) حيث حصل على دورات في الفيزياء الرياضية والكيمياء وعلم النبات وعلم الحيوان. انتقل في عام 1900 إلى كلية الملك في كامبريدج، حيث تلقى تعليمًا في الفيزياء في امتحان درجة الشرف في العلوم الطبيعية على يد (بين آخرين) جوزيف جون طومسون وتخرج بالمرتبة الأولى في عام 1903.حصل على درجة الدكتوراه في علم النفس الرياضي من جامعة لندن في سن السابعة والأربعين.

## مسيرته المهنية
مثلت حياة ريتشاردسون المهنية اهتماماته الانتقائية:
- مختبر الفيزياء الوطني (1903- 1904).
- جامعة أبيريستويث (1905- 1906).
- كيميائي، صناعات الخث الوطنية (1906- 1907).
- مختبر الفيزياء الوطني (1907- 1909).
- مدير المختبر الفيزيائي والكيميائي، شركة مصباح أشعة الشمس (1909-1912).
- معهد جامعة مانشستر للعلوم والتكنولوجيا (1912- 1913).
- مكتب الأرصاد الجوية - مدير مرصد إسكالداليمور (1913-1916).
- وحدة أصدقاء الإسعاف في فرنسا (1916-1919).
- مكتب الأرصاد الجوية في بينسون، أكسفوردشير (1919- 1920).
- رئيس قسم الفيزياء في كلية وستمنستر للتدريب (1920-1929).
- مدير، كلية بايسلي التقنية، التي أصبحت الآن جزءًا من جامعة غرب اسكتلندا (1929- 1940).
- في عام 1926، انتُخب لزمالة الجمعية الملكية.[13]

## السلامية
انطوت معتقدات ريتشاردسون الصاحبية على نزعة سلمية وطيدة أعفته من الخدمة العسكرية خلال الحرب العالمية الأولى كمعترض ضميري، رغم أن هذا الامر أدى إلى عدم حصوله على أي منصب أكاديمي لاحقًا. عمل ريتشاردسون من عام 1916 إلى 1919 في وحدة أصدقاء الإسعاف التابعة لفرقة المشاة الفرنسية السادسة عشرة. بعد الحرب، انضم من جديد إلى مكتب الأرصاد الجوية ولكنه اضطر إلى الاستقالة لأسباب تتعلق بالضمير عندما دُمج المكتب مع وزارة الطيران في عام 1920. تابع مسيرته المهنية لاحقًا على هامش الوسط الأكاديمي قبل التقاعد في عام 1940 للبحث عن أفكاره الخاصة. كان للنزعة السلمية التي أعرب عنها عواقب مباشرة على اهتماماته البحثية. وفقًا لتوماس كورنر، فإن اكتشاف أن أعمال الأرصاد الجوية التي قام بها كانت ذات قيمة بالنسبة لمصممي الأسلحة الكيميائية كان سببًا في دفعه إلى التخلي عن كل جهوده في هذا المجال، وتدمير النتائج التي لم ينشرها بعد.

## حياته الشخصية
في عام 1909، تزوج من دوروثي غارنيت (1885-1956)، ابنة عالم الرياضيات والفيزيائي ويليام غارنيت. عجزا عن إنجاب الأطفال لعدم توافق أنواع الدم، غير أنّهما تبنيا ولدين وفتاة بين عامي 1920 و1927.
أصبح ابن شقيق ريتشاردسون، رالف ريتشاردسون، ممثلًا مشهورًا. وكان أحد أقربائه (من طرف الأخ الأكبر لزوجته دوروثي، (جيمس كليرك) ماكسويل غارنيت)، جوليان هنت، عالم أرصاد جوية والمدير العام والتنفيذي لمكتب الأرصاد الجوية البريطاني من عام 1992 إلى عام 1997. حفيدة شقيقته -من نفس سلالة النسب- هي السياسية السابقة فرجينيا بوتوملي، التي أصبحت الآن البارونة بوتوملي.

## جوائز
حصل على جوائز منها:
- زميل في الجمعية الملكية.

## روابط خارجية
- لويس فراي ريتشاردسون على موقع الموسوعة البريطانية (الإنجليزية)